# Sipar (Babilonija)
Sipar (sumer. Zimbir „Grad ptica“, suvremeni Tell Abu Habbah u Iraku), bio je drevni sumerski i kasnije babilonijski grad na istočnoj obali Eufrata, oko 60 km sjeverno od Babilona.
Bio je podijeljen u dva dijela, „Sipar od Sunčevog boga“ i „Sipar od boginje Anunit“. Prvi dio je otkrio Hormuzd Rassam godine 1881. kod Abu Habbe, 20-ak km jugoistočno od Bagdada. 
Sipar se u Starom zavjetu zove Sepharvaim.
Na natpisima se spominju dva Sipara – "Sipar od Edena," koji je najvjerojatnije bio četvrt grada. Moguće je i da je jedan od Sipara bio Akad, prijestolnica prvog semitskog carstva.
Glavni bog grada bio je sumerski bog sunca Utu (Šamaš na akadskom).

## Arheologija
Veliki broj pločica na klinastom pismu i drugih artefakata je pronađen u ruševinama hrama Šamaša, koga su Sumerci zvali E-Babara, a Semiti Bit-Un. Za ovaj hram se vjeruje da je bio najstarija svjetska banka, odnosno da je poslovao do 1831. pr. Kr.
Ziusudra ili „kaldejski Noa“, je prema Berosovim navodima, u Siparu zakopao zapise pretpotopnog svijeta, možda zato što je ime Sipar vezano uz riječ sipru, odnosno „pisanje“. Prema Abidenu je Nabukodonosor II. dao iskopati veliki kanal u okolici. Ovdje se također nalazio babilonski logor u doba Nabonida. 
Plinije Stariji spominje sektu ili školu Kaldejaca koja se zvala Hippareni. Često se pretpostavlja kako se to odnosi na Sipar (s obzirom na to da su dvije druge škole također bile vezane uz gradove: Orcheni prema Uruku, i Borsippeni prema Borsippi), ali to nije široko prihvaćeno.

## Poveznice
- Sumer
- Babilonija

## Vanjske poveznice
- Lokacija Sipara (Orijentalni institut u Chicagu)  Arhivirana inačica izvorne stranice od 10. studenoga 2013. (Wayback Machine)
- Godine koje spominju Sipar (CDLI)
- Kameno žezlo pronađeno u Siparu (Britanski muzej)
- Sipar (enciklopedija Britannica)